# Wirus ospy mysiej
Wirus ospy mysiej (ECTV) – wirus z rodziny Poxviridae i rodzaju Orthopoxvirus, który wywołuje ospę myszy, chorobę myszy. Obserwowano go tylko w koloniach myszy utrzymywanych w celach badawczych, ale uważa się, że dzikie populacje myszy i innych gryzoni w Europie są w naturalny sposób zakażone ECTV. Ospa myszy powoduje zmiany skórne, ropną wysypkę na ciele myszy i ogólnoustrojową chorobę, która może być śmiertelna. Jest to jedyny pokswirus, który naturalnie wywołuje chorobę u myszy.

## Historia
Po raz pierwszy została odkryta w 1930 roku, kiedy naukowcy zaczęli używać myszy jako gatunku modelowego w eksperymentach badawczych i po raz pierwszy pojawiła się w kolonii myszy laboratoryjnych w Anglii.
Oryginalny szczep ECTV z Hampstead został odkryty w 1930 roku w laboratoryjnej kolonii myszy. Od tego czasu w Europie i USA zaobserwowano inne szczepy i ogniska ECTV różniące się śmiertelnością wywoływanej przez nie choroby.

## Właściwości
Wirus ospy mysiej należy do rodzaju Orthopoxvirus w rodzinie Poxviridae. Jest to duży wirus o złożonej strukturze. Ma kształt bloku o wielkości 250-300, 150–200 nm. Wirus jest pokryty zewnętrzną powłoką z witkami. Wirion zawiera dwuniciowe DNA i białka. Wirus jest odporny na eter i fenol, po długim konserwowaniu w glicerolu. Nawet stosunkowo niska temperatura (–55 °C) zabija go w ciągu 30 min.

## Wartość w wirusologii
Badanie pokswirusów jest bardzo interesujące ze względu na białka, które są kodują w celu nakierowania odpowiedzi gospodarza, co umożliwia dokładniejsze zbadanie relacji wirus-gospodarz. Sekwencja genomowa ECTV u myszy pozwala nam zrozumieć mechanizmy choroby oraz interakcję komórek i mediatorów, które reprezentują ochronę gospodarza. Podobieństwo genomu ECTV do genomu innych wirusów ospy, w których występuje 40 genomów różnych rodzajów, gatunków i szczepów pokswirusów, określono poprzez określenie ich sekwencji aminokwasowej lub nukleotydowej. Badanie wpływu pokswirusów na zdrowie ludzi i zwierząt podkreśla wartość mysiego modelu ECTV.

## Szczep
Istnieje kilka różnych typów wirusa, takich jak NIH-79, Wash-U, Moscow, Hampstead, St. Louis-69, Bejing-70 i Ishibashi I-III. Szczep ECTV Moscow (Mos) – najbardziej zjadliwy, wyizolowany przez V. Sololieva i po raz pierwszy opisany przez Andrewesa & Elford. Szczep ECTV Naval (Nav) – wyizolowany podczas epidemii w amerykańskim ośrodku badawczym marynarki wojennej, objawiającej się w postaci śmiertelnej choroby myszy BALB/c oraz łagodnej choroby o niskiej zachorowalności i śmiertelności u myszy CD-1.

## Objawy
Ciężkość i ostateczny skutek choroby zależą od takich czynników, jak szczep wirusa, genotyp, a także dawka i droga zakażenia wirusem. Zwierzęta w każdym wieku są wrażliwe na tę chorobę, jednak wrażliwość różnych linii myszy jest inna.
Istniejące oporne szczepy myszy, takie jak C57BL/6, C57BL/10 i AKR, mogą nie powodować objawów klinicznych, które wirusy mogą powodować u innych zwierząt.
Należy zauważyć, że genetyka myszy może wpływać na infekcję, co oznacza, że czynniki żywiciela biorą udział w kontroli podatności i odporności organizmu na wirusa. Na przykład dzikie myszy wykazują zmienną podatność, podczas gdy szczepy laboratoryjne były przydatne do określania czynników oporności żywiciela.
Uważa się, że naturalna droga zakażenia następuje poprzez uszkodzenia skóry, co oznacza, że transmisja wirusa następuje ze zwierzęcia na zwierzę lub przez skażone obiekty, takie jak zakażona ściółka w miejscu trzymania myszy.
Infekcja przenoszona jest drogą pokarmową, aerogenną i przez bezpośredni kontakt.
Choroba może występować utajona, ostra i podostra. Zwierzęta z utajoną postacią wirusa nie wykazują żadnych oznak choroby. W tym przypadku infekcję mogą wywołać różne czynniki, na przykład podczas napromieniania, transportu, infekcji innymi patogenami i obciążenia doświadczalnego.
W ostrej postaci objawy kliniczne nie mają czasu na wystąpienie, a śmierć myszy następuje nieoczekiwanie i szybko. Postać podostra reprezentuje klasyczną postać ektromelii: w takich przypadkach u zwierząt, głównie na głowie, ogonie i nogach pojawiają się zmiany skórne. Skóra jest obrzęknięta, przekrwiona, z małymi ogniskowymi krwotokami, które są pokryte suchymi strupami. Następnie na palcach, uszach i ogonie powstają ogniska martwicy, pokryte ciemnobrązowymi strupami, które następnie znikają. Czasami dochodzi do amputacji kończyn lub paliczków palców i ogona, stąd nazwa „ectromelia” nadana temu wirusowi.

## Profilaktyka i leczenie
Aby uniknąć zakażenia kolonii wirusem ospy mysiej, konieczne jest regularne badanie kolonii i monitorowanie stanu zdrowia myszy. Aby wykorzenić wirusa w kolonii, należy ustanowić kwarantannę i zatrzymać rozmnażanie. Szczepienie pomaga również wyeliminować problem infekcji.
Pomieszczenie dla zwierząt należy dokładnie wyczyścić i zdezynfekować, najlepiej za pomocą gazowej formaliny lub odparowanego nadtlenku wodoru. Wirus ospy mysiej może przetrwać 11 dni w temperaturze pokojowej we krwi. Wszystkie inne materiały dla zwierząt należy wyrzucić jako odpady niebezpieczne (spalone) lub autoklawować. Autoklawowanie, traktowanie formaliną i zwykłe środki dezynfekujące dezaktywują wirusa ospy mysiej, podobnie jak suszenie lub detergenty.

## Epidemiologia
Choroba rozprzestrzeniła się na cały świat, ale jej występowanie jest sporadyczne i rzadkie.
Istnieje kilka nazwanych szczepów wirusa ospy mysiej różniących się zjadliwością, w tym NIH-79, Wash-U, Moscow, Hampstead, St. Louis-69, Bejing-70 i Ishibashi I–III.
Model mysiej ospy stwarza okazję do zbadania składników układu odpornościowego, które są wymagane do skutecznej odpowiedzi immunologicznej na naturalne zakażenie wirusem ospy w dobrze poznanym modelu zwierzęcym, którym można dalej manipulować poprzez ukierunkowaną inaktywację lub ekspresję genów.